# Convenção Internacional para a Proteção de Todas as Pessoas contra o Desaparecimento Forçado
A Convenção Internacional para a Proteção de Todas as Pessoas contra o Desaparecimento Forçado (ICPPED) é um instrumento internacional de direitos humanos das Nações Unidas destinado a prevenir o desaparecimento forçado, que, conforme definido no direito internacional, faz parte dos crimes contra a humanidade. O texto foi adotado pela Assembleia Geral das Nações Unidas em 20 de dezembro de 2006 e aberto para assinaturas em 6 de fevereiro de 2007. Entrou em vigor em 23 de dezembro de 2010. Até novembro de 2022, 98 estados assinaram a convenção e 68 a ratificaram.

## Gênese
Seguindo uma resolução da Assembleia Geral de 1992, contendo uma declaração de 21 artigos sobre desaparecimento forçado, e sua resolução de 1978 solicitando que recomendações fossem feitas, a Comissão de Direitos Humanos estabeleceu em 2001 um grupo de trabalho aberto inter-sessional para elaborar um projeto de instrumento normativo juridicamente vinculante para a proteção de todas as pessoas contra o desaparecimento forçado.
O Grupo concluiu seu trabalho em 2006, e seu projeto de convenção internacional foi adotado pelo Conselho de Direitos Humanos em 29 de junho de 2006, e aceitou a oferta da França para sediar a cerimônia de assinatura.
Em 20 de dezembro de 2006, a Assembleia Geral adotou por consenso o texto da Convenção e o abriu para assinatura na cerimônia de assinatura em Paris.

## Resumo
A convenção segue essencialmente o modelo da Convenção das Nações Unidas contra a Tortura.
"Desaparecimento forçado" é definido no Artigo 2 da Convenção como
a prisão, a detenção, o sequestro ou qualquer outra forma de privação de liberdade que seja perpetrada por agentes do Estado ou por pessoas ou grupos de pessoas agindo com a autorização, apoio ou aquiescência do Estado, e a subseqüente recusa em admitir a privação de liberdade ou a ocultação do destino ou do paradeiro da pessoa desaparecida, privando-a assim da proteção da lei.
O artigo 1 da Convenção afirma ainda que
Nenhuma circunstância excepcional, seja estado de guerra ou ameaça de guerra, instabilidade política interna ou qualquer outra emergência pública, poderá ser invocada como justificativa para o desaparecimento forçado.
O uso generalizado ou sistemático de desaparecimento forçado é ainda definido como um crime contra a humanidade no Artigo 5.
As partes da convenção comprometem-se a:
- investigar atos de desaparecimento forçado e levar os responsáveis à justiça;
- garantir que o desaparecimento forçado constitua um delito em sua legislação penal;
- estabelecer jurisdição sobre o delito de desaparecimento forçado quando o suposto autor se encontrar em seu território, ainda que não seja cidadão ou residente;
- cooperar com outros Estados para garantir que os criminosos sejam processados ou extraditados e para ajudar as vítimas de desaparecimento forçado ou localizar e devolver seus restos mortais;
- respeitar os padrões legais mínimos em torno da privação de liberdade, incluindo o direito à prisão de ser questionado perante os tribunais;
- estabelecer um registro atualizado dos presos, e permitir que seja ele examinado por parentes e advogados;
- assegurar que as vítimas de desaparecimento forçado ou as pessoas diretamente afetadas por ele tenham o direito de obter reparação e compensação. (Artigo 24.4)
- garantir às vítimas de desaparecimento forçado o direito de obter reparação e indenização rápida, justa e adequada, abrangendo danos materiais e morais e, se couber, outras formas de reparação, tais como: restituição; reabilitação; satisfação, inclusive o restabelecimento da dignidade e da reputação e garantias de não repetição. (Artigo 24. 5)

A Convenção será regida por um Comitê de Desaparecimentos Forçados eleito por suas partes. As partes são obrigadas a relatar a esse comitê as medidas que tomaram para implementá-lo dentro de dois anos a partir de sua sujeição.
A Convenção inclui um sistema opcional de reclamações por meio do qual os cidadãos das partes podem apelar ao Comitê para obter assistência na localização de uma pessoa desaparecida. As partes podem aderir a esse sistema a qualquer momento, mas só podem desistir mediante assinatura.

## Brasil

### Ratificação
A Convenção foi aprovada pelo Congresso Nacional por meio do Decreto Legislativo nº 661, de 1º de setembro de 2010, e promulgada pela Presidenta Dilma Rousseff em 11 de maio de 2016. Apesar do compromisso, uma das metas principais do instrumento ainda não foi efetivado nacionalmente, qual seja, a aprovação de projeto de lei que consolide na legislação brasileira o crime de desaparecimento forçado. Apesar de haver projeto de lei do Senado nesse sentido (PLS 245/2011), até novembro de 2022 a matéria ainda não havia sido apreciada na Câmara dos Deputados.

## Signatários e ratificações
A Convenção atraiu 57 assinaturas quando aberta para assinatura em Paris. De forma polêmica, os Estados Unidos não assinaram, dizendo que o instrumento "não atendeu às expectativas". Vários países europeus não foram signatários iniciais da convenção, inclusive Reino Unido, Espanha, Itália, Alemanha e Holanda. Posteriormente, Espanha, Itália, Alemanha e Holanda assinaram e ratificaram a convenção.
Os signatários iniciais foram Albânia, Argélia, Argentina, Áustria, Azerbaijão, Brasil, Burkina Faso, Burundi, Congo, Croácia, França, Gana, Guatemala, Haiti, Japão, Lituânia, Maldivas, Moldávia, Marrocos, Uganda, Senegal, Sérvia, Serra Leoa, Macedônia do Norte, Chade, Tunísia, Vanuatu, Bélgica, Bolívia, Bósnia Herzegovina, Camarões, Cabo Verde, Chile, Comores, Costa Rica, Cuba, Chipre, Finlândia, Granada, Honduras, Índia, Quênia, Líbano, Luxemburgo, Madagascar, Mali, Malta, México, Mônaco, Mongólia, Montenegro, Níger, Paraguai, Portugal, Samoa, Suécia e [[Uruguai].
Até novembro de 2022, 68 estados ratificaram ou aderiram à convenção.

## Campanha Internacional para a Convenção
A Coalizão Internacional contra Desaparecimentos Forçados (ICAED, na sigla em inglês) é uma rede global de organizações de famílias de desaparecidos e ONGs que fazem campanha de forma não violenta contra a prática de desaparecimentos forçados em nível local, nacional e internacional. A ICAED foi fundado em 2007 como resultado da luta de 25 anos de famílias de desaparecidos e defensores dos direitos humanos por um instrumento internacional juridicamente vinculativo contra os desaparecimentos forçados. O principal objetivo da ICAED é trabalhar em conjunto para a ratificação rápida e implementação efetiva da Convenção Internacional para a Proteção de Todas as Pessoas contra Desaparecimentos Forçados. A Anistia Internacional é uma das organizações que faz campanha ativa para diversos países ratifiquem a convenção.